# Antonio Pinilla
Antonio Pinilla Miranda, född den 25 februari 1971 i Badalona, Spanien, är en spansk fotbollsspelare som tog OS-guld i herrfotbollsturneringen vid de olympiska sommarspelen 1992 i Barcelona. 